# 12028 Annekinney
12028 Annekinney eller 1997 AK7 är en asteroid i huvudbältet som upptäcktes den 9 januari 1997 av den japanska astronomen Takao Kobayashi vid Ōizumi-observatoriet. Den är uppkallad efter astronomen Anne L. Kinney.
Asteroiden har en diameter på ungefär 5 kilometer och den tillhör asteroidgruppen Eunomia.